# Парламентские выборы в Грузии (1990)
Парламентские выборы были проведены в Грузинской ССР 28 октября 1990 года, второй тур 11 ноября. Они были первые свободные парламентские выборы с 1919 года, и движение Круглый стол—Свободная Грузия стало самой крупной партией в парламенте, с 155 из 250 мест. Явка избирателей была 69,9 %.
Депутат от движения Круглый стол-Свободная Грузия Звиад Гамсахурдия 14 ноября 1990 года был избран председателем Президиума Верховного Совета Грузинской ССР.
Избранный парламент был ответственен за некоторые из самых важных решений в современной грузинской истории, таких, как декларация независимости от СССР, принятие первой Конституции Республики Грузия, а также об отмене югоосетинской автономии и последующую войну в Южной Осетии.
Это был первые свободные выборы в Совет Грузинской ССР. Парламент прекратил свое существование после переворота 6 января 1992 года, и некоторые его члены приняли участие в последующей гражданской войны. Парламент Грузии была вновь создан в марте 1992 года как «государственный совет», а новые выборы состоялись 11 октября того же года.

## Результаты
| Круглый стол—Свободная Грузия                           | 74   | 1,248,111 | 54.0 | 81  | 155 |
| Коммунистическая партия Грузии                          | 20   | 683,824   | 29.6 | 44  | 64  |
| Блок Согласия, мира и возрождения                       | 0    | 80,262    | 3.5  | 0   | 0   |
| Блок свободы                                            | 0    | 71,602    | 3.1  | 0   | 0   |
| Всегрузинское общество Руставели                        | 1    | 53,673    | 2.3  | 0   | 1   |
| Народный фронт                                          | 12   | 43,771    | 1.9  | 0   | 12  |
| Блок демократической Грузии                             | 4    | 40,769    | 1.8  | 0   | 4   |
| Блок либерализации и экономического возрождения         | 1    | 33,687    | 1.5  | 0   | 1   |
| Социал-демократическая партия Грузии                    | 0    | 32,699    | 1.4  | 0   | 0   |
| Прогрессивная партия Грузии                             | 0    | 15,496    | 0.7  | 0   | 0   |
| Политический союз граждан-Всегрузинский фермерский союз | 0    | 8,029     | 0.4  | 0   | 0   |
| Независимые                                             | 9    |           |      |     |     |
| 9                                                       |      |           |      |     |     |
| Вакантные                                               | 4    |           |      |     |     |
| 0                                                       | 4    |           |      |     |     |
| Недействительные и незаполненные бюллетени              |      |           |      |     |     |
| 84,797                                                  | 3.54 |           |      |     |     |
| Всего                                                   | 125  | 2,396,720 | 100  | 125 | 250 |
| Источник: Nohlen et al.                                 |      |           |      |     |     |